# Marek Kuczma
Marek Kuczma (ur. 10 października 1935 w Katowicach, zm. 13 czerwca 1991 tamże) – polski matematyk; profesor.

## Życiorys
W 1956 r. ukończył studia matematyczne na Uniwersytecie Jagiellońskim. W 1961 r. uzyskał stopień doktora za dysertację pt. O pewnym równaniu funkcyjnym pierwszego rzędu, którą wykonał pod kierunkiem prof. Stanisława Gołąba. Dwa lata później habilitował się na podstawie rozprawy O równaniu Schrödera. W 1969 r. uzyskał tytuł profesora matematyki. Wypromował trzynaścioro doktorów nauk matematycznych, m.in. Karola Barona I Marka Cezarego Zduna. Autor trzech monografii matematycznych:
- Functional Equations in a Single Variable,
- An Introduction to the Theory of Functional Equations and Inequalities,
- Iterative Functional Equations

i ponad 160 artykułów naukowych.
Uważany za ojca szkoły równań funkcyjnych w Polsce (sam za takiego uważał Stanisława Gołąba). Naukowiec i nauczyciel akademicki Uniwersytetu Śląskiego w Katowicach.
Brat Marcina E. Kuczmy. Pochowany jest na cmentarzu przy ul. Sienkiewicza w Katowicach.

## Odznaczenia
- Krzyż Kawalerski Orderu Odrodzenia Polski
- Złoty Krzyż Zasługi
- Medal Komisji Edukacji Narodowej